# Curiosimusca maefangensis
Curiosimusca maefangensis är en tvåvingeart som beskrevs av Rung, Mathis och Papp 2005. Curiosimusca maefangensis ingår i släktet Curiosimusca och familjen Aulacigastridae.
Artens utbredningsområde är Thailand. Inga underarter finns listade i Catalogue of Life.